# Merely Players (film 1918)
Merely Players è un film muto del 1918 diretto da Oscar Apfel. Sceneggiato da Wallace Clifton su un soggetto di Lillian Case Russell, aveva come interpreti Kitty Gordon, nota attrice teatrale dell'epoca, Irving Cummings, George MacQuarrie, George MacQuarrie, Johnny Hines, Pinna Nesbit, Muriel Ostriche.

## Trama
Giovane vedova amante del teatro, Nadine Trent si è fatta costruire una sala teatrale nella sua residenza. La sua protetta, Vera Seynave, una sera sostituisce la protagonista di una commedia, ma la sua recitazione non viene accolta bene e l'indomani la critica la distrugge, tanto che Vera cerca di suicidarsi. Nadine, furiosa verso il più malevolo dei critici, Rodney Gale, che ha reputato pure lei incapace di recitare, vuole vendicarsi. La vedova dà mostra di non essere insensibile a Hollis Foster, uno dei suoi amici, suscitando così la gelosia di Maude, la moglie di Foster. La sera seguente, Nadine invita Hollis in teatro e sul palcoscenico, a sipario chiuso, gli confessa in lacrime di non avere più soldi e che vuole fuggire con lui. Hollis la respinge rabbiosamente e lei, disperata, impugna una pistola con cui minaccia di uccidersi. Il sipario si alza e rivela la sala con Maude, Rodney e un pubblico che applaude freneticamente mentre Rodney, che stava per lanciarsi a salvare Nadine dall'uccidersi, si ferma, finalmente convinto della bontà della recitazione della bella vedova.

## Produzione
Il film fu prodotto dalla World Film.

## Distribuzione
Il copyright del film, richiesto dalla World Film Corp., fu registrato il 2 agosto 1918 con il numero LU12716.
Distribuito dalla World Film, il film uscì nelle sale cinematografiche statunitensi il 19 agosto 1918.
Non si conoscono copie ancora esistenti della pellicola che viene considerata presumibilmente perduta.